# 倉橋香衣
倉橋 香衣（くらはし かえ、1990年9月15日 - ）は、日本の車いすラグビー日本代表選手。株式会社商船三井/AXE 所属(旧所属：BLITZ)。2024年パリパラリンピックで金メダルを獲得した。

## 人物
兵庫県神戸市出身。
中学、高校と体操を続け、高校卒業後は教師の道を志し埼玉県にある文教大学教育学部に進学し、トランポリン部に入部した。
大学3年生の時、トランポリン大会の練習中に技を失敗し、首の骨が折れ頸髄を損傷する。鎖骨から下の感覚がほぼなくなり、肩と腕の一部しか動かせなくなる。それでも悲観することなく、大学への復学を目指して懸命にリハビリに励む。そんなある日、車いすラグビーに出会いすぐにその激しさに魅了された。
2016年、文教大学教育学部卒業後に商船三井に入社。2017年、日本代表に女子選手として唯一選出された。
2021年、東京2020パラリンピック競技大会日本代表選手に選ばれ、銅メダル獲得。
2024年、パリパラリンピックに出場し、全戦全勝で日本初の金メダルを獲得。同年、紫綬褒章受章。

## 来歴
- 2009年3月 - 神戸市立須磨高等学校卒業
- 2009年4月 - 文教大学教育学部入学
- 大学3年のとき、トランポリンの事故で頸髄を損傷し、約3年のリハビリを経て2014年2月末、国立障害者リハビリテーションセンター（埼玉県所沢市）の自立支援局を退所。
- 2014年4月 - 文教大学教育学部復学
- 2015年４月 - 埼玉県内の車いすラグビーのクラブチーム「BLITZ」に加入
- 2016年3月 - 文教大学教育学部卒業
- 2016年4月 - 商船三井入社
- 2017年　車いすラグビー日本代表に女子選手として唯一選出
- 2021年 4月　-　車いすラグビーのクラブチーム「BLITZ」より「AXE」へ移籍
- 2021年 東京2020パラリンピック競技大会日本代表として出場し、銅メダルを獲得
- 2024年 パリ2024パラリンピック競技大会日本代表として選出し、金メダルを獲得